# Héloïse Godet
Héloïse Godet née le 27 août 1980 à Montreuil est une actrice française.

## Biographie
En 2014, elle fut à l'affiche d'un film de Jean-Luc Godard (Adieu au langage) qui remporta le prix du jury au Festival de Cannes. 
Elle a posé sa candidature pour la série israélienne The Attaché alors qu'elle ne parlait pas hébreu. Par la suite, elle participa aussi à l'écriture de cette série

## Filmographie

### Cinéma

#### Longs métrages
- 2007 : Jean de la Fontaine, le défi de Daniel Vigne
- 2013 : Girl on a Bicycle de Jeremy Leven
- 2014 : Adieu au langage de Jean-Luc Godard
- 2016 : La Forêt de Quinconces de Grégoire Leprince-Ringuet

#### Courts métrages
- 2000 : Douce France de David Bouttin. Prix Kieslowski MK2[3]
- 2010 : N'oubliez pas Roger d'Étienne Labroue. Talents Cannes Adami au 63e Festival de Cannes
- 2014: Errance de Peter Dourountzis

### Télévision
- 2009: La vie est à nous
- 2013 : Saison 1 de Candice Renoir
- 2019 : The Attaché

### Clips
- 2003 : Tien an men de Calogero

## Théâtre

### Actrice
- 2009 : Drink me, Dream me d'après Lewis Carroll, mise en scène Yann Dacosta
- 2011 : L'Art d'être grand-père, d'après Georges et Victor Hugo de Sébastien Tézé[4], mise en scène Vincent Colin : « Le grand Albert Delpy a laissé pousser sa barbe et, à ses côtés, une charmante moins connue mais très talentueuse, Héloïse Godet, excellente comédienne et musicienne. » Armelle Héliot, Le Figaro, 5 août 2011[5]
- 2016 : Bajazet de Jean Racine. Théâtre du Nord-Ouest

### Assistante à la mise en scène
- 2017 : Vous n'aurez pas ma haine d'après Antoine Leiris mise en scène Benjamin Guillard

### Récompenses et distinctions
- 2015 : Prix d'honneur au Roger Ebert's Film Festival (Champaign, Illinois, États-Unis)